# Abalon
Abalon je materiál z přírodní perleti, používaný k dekoraci nejčastěji hudebních nástrojů (vykládání částí kytar vyšší řady - hlavně hlavic a hmatníků). Získává se z ulit mořského měkkýše - ušně mořské.